# Mönstring (sjöfart)
Mönstring är namnet på de formaliteter som förekommer när en sjöman tillträder (påmönstring) eller frånträder (avmönstring) en befattning ombord på ett fartyg.
Mönstringsförfarandet på svenska handelsfartyg är reglerat i lag, och bland annat krävs vid påmönstring läkarintyg och sjöfartsbok.
I äldre tid ansågs en sjöman påmönstrad när han antecknats i sjömansrullan eller mönstringsbeviset. Varje arbetsgivare skulle föra en mönstringsliggare där avmönstrade sjömän skulle strykas då de tog avsked från sin tjänst.